# Inventário

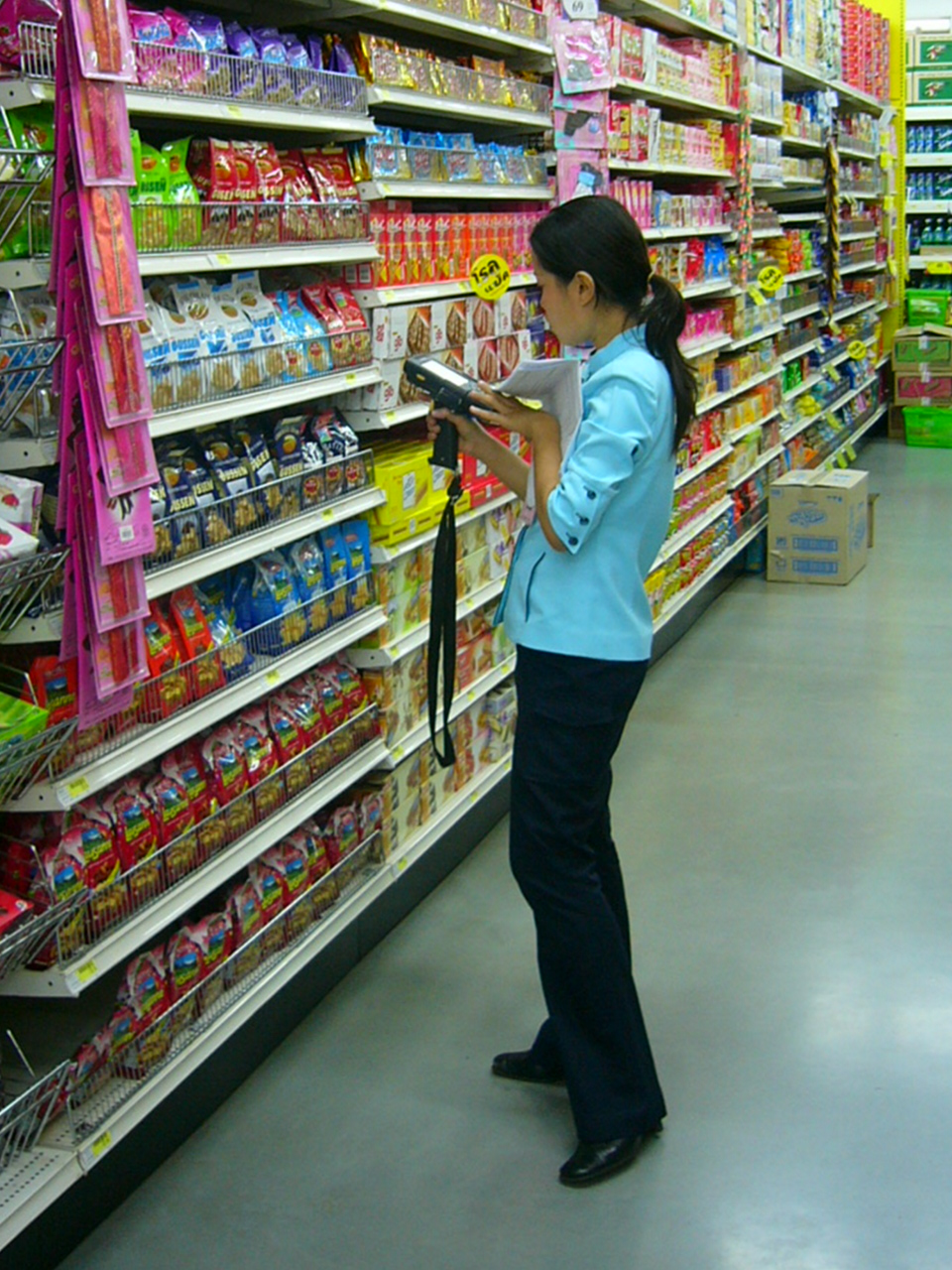
Funcionária de supermercado tailandês realizando um inventário

Um inventário (do latim inventariu) é uma relação dos bens pertencentes a uma pessoa (viva ou herança de falecido), a uma empresa ou a uma cultura. No caso dos inventários nas empresas, se refere ao bens disponíveis em estoque para venda no processo normal de um negócio, ou a serem utilizados na fabricação de produtos comercializados pela empresa, e costumam conter a descrição do produto bem como a quantidade existente e o local onde se encontra.

## Inventário nas empresas
Também existem inventários (móveis, equipamentos, suprimentos...) que não se pretendem vender. O inventário das empresas de manufatura, distribuidores e vendedores por atacado, geralmente, encontram-se reunidos em depósitos ou almoxarifados, enquanto que vendedores ao varejo mantêm o inventário em um depósito ou em lojas acessíveis ao consumidor. O inventário nas empresas deve ser controlado, pois, se não for controlado, estará se encorajando o roubo, pois o inventário é "um dinheiro disfarçado na forma de um bem ou estoque". Além disso, se não for controlado, não se saberá o real nível de estoque.
Quanto menos eficaz o sistema de controle interno, mais importante será a execução de inventários físicos na data do balanço. Empresas que têm bons controles analíticos de estoques podem adotar o sistema de contagens rotativas, isto é, contagens feitas durante o ano, dando maior relevância aos bens mais importantes e conferindo uma frequência menor aos de pequena importância. 
As organizações de manufatura, normalmente, dividem seus produtos em inventário em:
- matéria-prima - materiais e componentes a serem utilizados na fabricação de um produto;
- material em processo (Work in Progress) - materiais e componentes que já começaram a sua transformação para um produto acabado;
- produto acabado - produto pronto para a venda ao consumidor;
- produtos para revenda.

### No Brasil
Cada país tem suas próprias regras sobre inventário na contabilidade. No Brasil, a definição de inventário dentro das empresas, normalmente, segue as definições do Conselho Federal de Contabilidade através das Normas Brasileiras de Contabilidade.
No Brasil, as pessoas jurídicas tributadas com base no lucro real deverão escriturar o Livro Registro de Inventário ao final de cada período: trimestralmente ou anualmente quando houver opção pelos recolhimentos mensais durante o curso do ano-calendário, com base na estimativa. No caso de utilização de balanço com vistas à suspensão ou redução do imposto devido mensalmente, com base em estimativa, a pessoa jurídica que possuir registro permanente de estoques integrado e coordenado com a contabilidade somente estará obrigada a ajustar os saldos contábeis, pelo confronto da contagem física, ao final do ano-calendário ou no encerramento do período de apuração, nos casos de incorporação, fusão, cisão ou extinção de atividade .